# Ab ovo usque ad mala
Ab ovo usque ad mala è un proverbio latino, usato anche da Orazio (Satire, I, 3, 6 s), dal significato letterale: «dall'uovo fino alle mele» e senso traslato «dall'inizio alla fine».
La frase nacque in riferimento ai pranzi degli antichi romani, che appunto iniziavano con le uova e terminavano con la frutta (da cui l'espressione moderna essere alla frutta = essere alla fine). Gli equivalenti proverbi italiani sono "dall'A alla Z" oppure "dall'alfa all'omega".